# 克羅伊茨峰 (阿爾高阿爾卑斯山脈)
47°23′02″N 10°25′51″E / 47.3838735°N 10.4309352°E

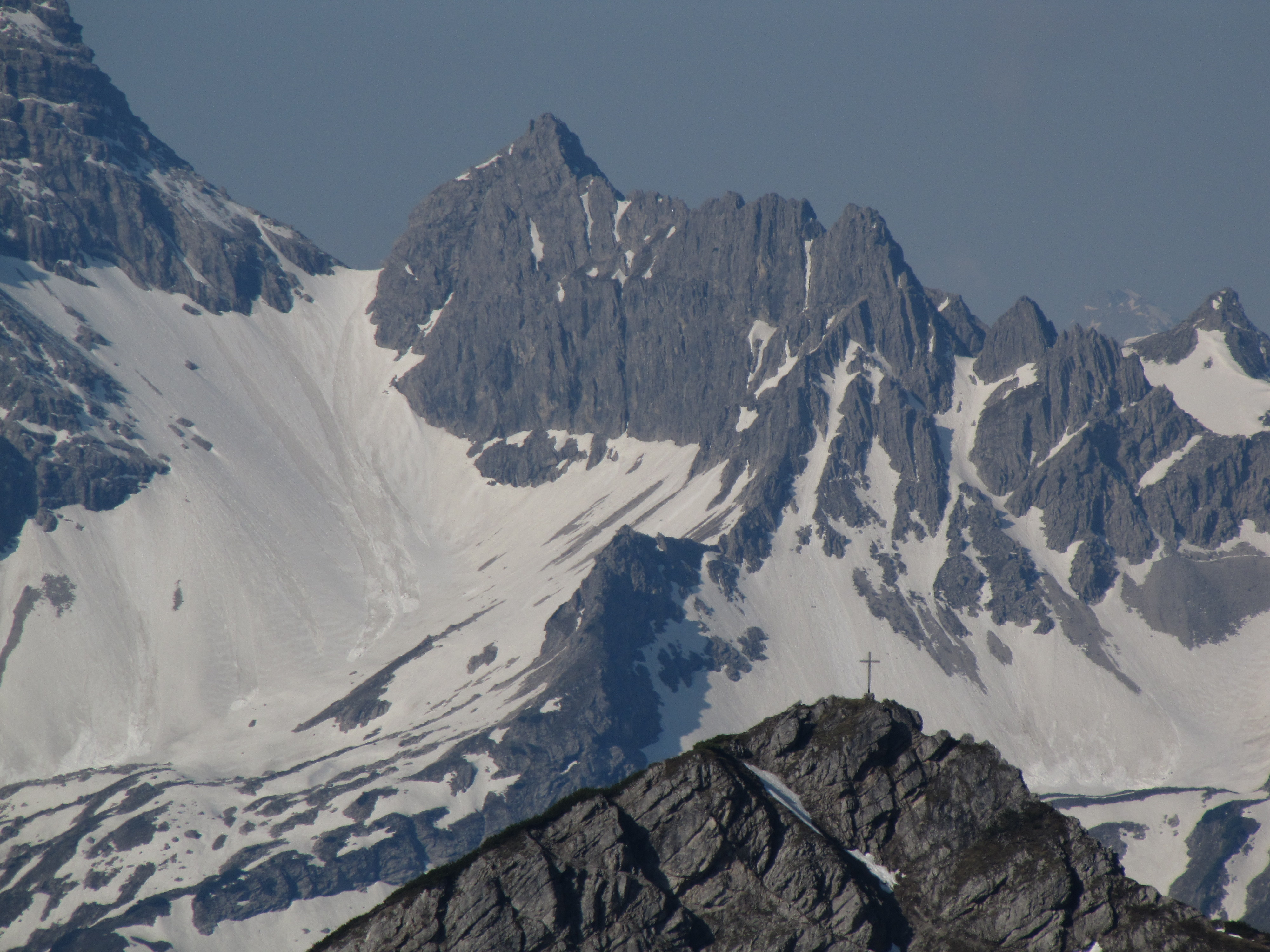

克羅伊茨峰（德語：Kreuzspitze），是奧地利的山峰，位於該國西部，由蒂羅爾州負責管轄，屬於阿爾高阿爾卑斯山脈的一部分，距離霍赫福格爾山0.2公里，海拔高度2,367米，每年平均降雨量1,730毫米。